# 란박시 래버러토리즈
란박시 래버러토리즈(Ranbaxy Laboratories)는 인도의 과거의 다국적 의약품 기업으로, 1961년 인도에서 설립되었고 2014년까지 운영되었다. 이 기업은 1973년 공개 기업이 되었다. 란박시의 소유권은 역사상 2번에 걸쳐 변경되었다.
2008년, 일본의 제약 기업 다이이찌산쿄는 란박시를 경영할 수준의 주식을 인수했으며 2014년, 썬 파르마는 란박시의 모든 주식 100%를 인수했다. 썬 파르마의 인수는 란반시가 온전히 새로운 경영을 하게끔 하여 논란이 일었다. 썬은 세계에서 5번째로 큰 특수 일반의약품 기업이다.